# Farao (album)
Farao je osmé řadové album skupiny Arakain. Bylo vydáno v roce 1999 a obsahuje 14 skladeb.

## Seznam skladeb
| Pořadí         | Název                 | Délka |
| -------------- | --------------------- | ----- |
| 1.             | Už ho vezou           | 05:11 |
| 2.             | Mám to za pár         | 03:57 |
| 3.             | Global Street Debil   | 04:05 |
| 4.             | Uhoněnej              | 03:26 |
| 5.             | Já nejsem já          | 05:13 |
| 6.             | Madam tasemnice       | 03:35 |
| 7.             | Šeherezád II          | 05:24 |
| 8.             | Do zdi                | 03:50 |
| 9.             | Millenium             | 04:07 |
| 10.            | Rajské zahrady        | 03:31 |
| 11.            | Zkouším se zvednout   | 03:25 |
| 12.            | Řízená střela         | 03:13 |
| 13.            | Farao                 | 06:49 |
| 14.            | God Save The Araqueen | 01:27 |
| Celková délka: | Celková délka:        | 57:13 |